# Кінс (Іллінойс)
Кінс (англ. Keenes) — селище (англ. village) в США, в окрузі Вейн штату Іллінойс. Населення — 50 осіб (2020).

## Географія
Кінс розташований за координатами 38°20′19″ пн. ш. 88°38′31″ зх. д. / 38.33861° пн. ш. 88.64194° зх. д. (38.338618, -88.641915).  За даними Бюро перепису населення США в 2010 році селище мало площу 0,33 км², уся площа — суходіл.

## Демографія
Згідно з переписом 2010 року, у селищі мешкали 83 особи в 34 домогосподарствах у складі 26 родин. Густота населення становила 251 особа/км².  Було 44 помешкання (133/км²).
Расовий склад населення:
| - 98,8 % — білих |

До двох чи більше рас належало 1,2 %. Частка іспаномовних становила 1,2 % від усіх жителів.
За віковим діапазоном населення розподілялося таким чином: 21,7 % — особи молодші 18 років, 57,8 % — особи у віці 18—64 років, 20,5 % — особи у віці 65 років та старші. Медіана віку мешканця становила 43,2 року. На 100 осіб жіночої статі у селищі припадало 93,0 чоловіків;  на 100 жінок у віці від 18 років та старших — 103,1 чоловіків також старших 18 років.
Середній дохід на одне домашнє господарство  становив 39 525 доларів США (медіана — 36 250), а середній дохід на одну сім'ю — 44 270 доларів (медіана — 44 375). Медіана доходів становила 43 750 доларів для чоловіків та 30 625 доларів для жінок. За межею бідності перебувало 18,3 % осіб, у тому числі 53,8 % дітей у віці до 18 років та 11,8 % осіб у віці 65 років та старших.
Цивільне працевлаштоване населення становило 24 особи. Основні галузі зайнятості: виробництво — 37,5 %, роздрібна торгівля — 20,8 %, транспорт — 16,7 %.